# Vyloďovací člun

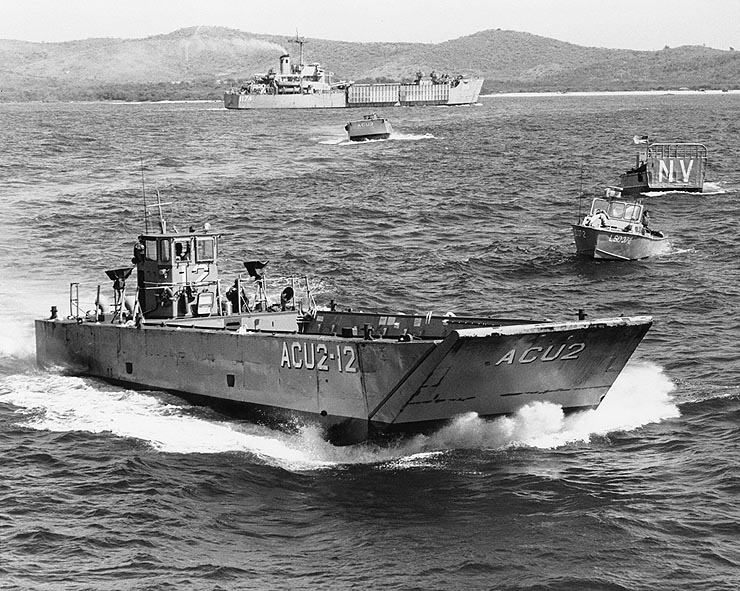
Americký vyloďovací člun typu LCM-8 na cvičení v březnu 1972

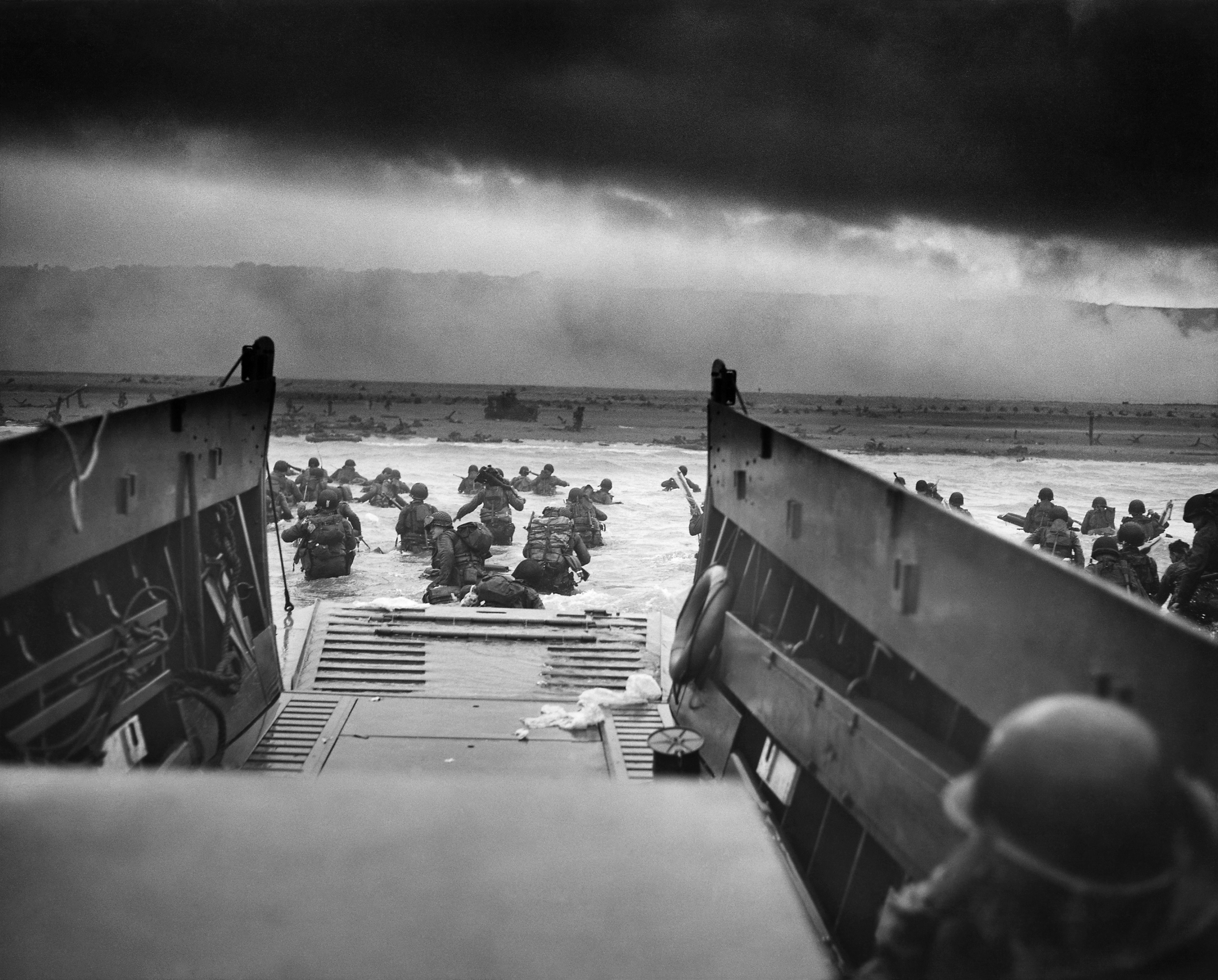
Americké LCVP – tzv. Higgins Boat – vysazuje vojáky americké 1. divize na pláži Omaha, Normandie, 6. června 1944

Vyloďovací člun je člun určený k přepravě pěchoty, techniky a zásob výsadku z transportní lodě na moři na břeh během obojživelné operace. Ve velké míře byly používány při vyloďovacích operacích za druhé světové války: v Normandii, ale také v Pacifiku a ve Středomoří.
Vyloďovací čluny jsou určeny k najetí na břeh, a proto mají zpravidla ploché dno. Mnoho konstrukcí má rovněž plochou příď, kterou tvoří sklopná rampa. Ta usnadňuje opuštění vyloďovacího člunu pěchotou po přistání, či vyjetí tanků a jiných přepravovaných vozidel. Ploché dno a příď s rampou ale mají negativní dopad na plavební vlastnosti, zejména na řiditelnost a chování člunů na rozbouřeném moři. To – spolu s relativně malým dosahem malých člunů – vedlo k tomu, že do prostoru výsadkové operace jsou malé výsadkové čluny z větší vzdálenosti dopravovány na palubách (či ve výsadkových docích) větších výsadkových lodí.

## Historie
Až do první světové války se k přepravě výsadku na břeh používaly klasické čluny (zpravidla poháněné vesly). Nástup automatických zbraní a potřeba vylodit se na bráněném pobřeží, spolu s potřebou dopravit na břeh mimo přístavy i podpůrné tanky a automobily ale vedly ke vzniku specializovaných vyloďovacích člunů. Již před druhou světovou válkou tak roku 1938 ve Velké Británii vznikl typ Landing Craft Assault (~ útočný vyloďovací člun, zkracováno jako LCA) pro pěchotu.
Ale i vyloďovací člun má svá omezení. Například během vylodění v Pacifiku musely často speciální demoliční týmy napřed prorazit cestu přes korálový útes před vyloďovací pláží, na kterém by se jinak vyloďovací čluny zastavily. Po druhé světové válce se proto vedle vyloďovacích člunů prosadily i jiné prostředky pro přepravu výsadku: vrtulníky a vznášedla.

## Typy vyloďovacích člunů
- Daihacu – japonský vyloďovací člun
- Marinefährprahm – vyloďovací prám Kriegsmarine
- Sturmboot – útočný člun Kriegsmarine
- Landing Craft Assault/LCA – britský člun pro až 36 vojáků
- Landing Craft Infantry/LCI
- Landing Craft, Vehicle, Personnel/LCVP – americký tzv. Higgins boat určený pro 36 vojáků
- Landing Craft Control/LCC – člun pro průzkum pláží před samotným vyloděním
- Landing Craft Personnel (Large)/LCPL – předchůdce LCVP
- Landing Craft Mechanized/LCM – člun určený pro přepravu tanků a automobilů vyráběný v různých verzích v USA a Velké Británii
- Landing Craft Tank/LCT – člun určený pro přepravu tanků
- Landing Craft Utility/LCU – čluny určené pro přepravu vojáků nebo techniky, používané US Navy, Royal Navy a Koninklijke Marine
- Landing Vehicle Tracked/LVT – obojživelný člun s pásovým podvozkem
- DUKW – obojživelný člun s kolovým podvozkem
- EDA-R – francouzské hybridní výsadkové katamarány